# ちくま (護衛艦)
ちくま（ローマ字：JS Chikuma, DE-233）は、海上自衛隊の護衛艦。あぶくま型護衛艦の5番艦。艦名は千曲川の古名である筑摩に由来し、この名を持つ日本の艦艇としては、旧海軍の筑摩型防護巡洋艦「筑摩（I）」、利根型重巡洋艦「筑摩（II）」に続き3代目にあたる。

あぶくま型護衛艦の中では後期型（小改正型）であり、マストにフラットを追加し、OPS-20航海用レーダーが搭載されている。

2022年12月に公表された防衛力整備計画で、2027年度までに除籍することが発表された。

2025年7月、本艦含むあぶくま型全艦をフィリピンへ輸出することで日比両政府が一致した認識を持っていることが報じられた。
本記事は、本艦の艦歴について主に取り扱っているため、性能や装備等の概要についてはあぶくま型護衛艦を参照されたい。

## 艦歴
「ちくま」は、中期防衛力整備計画に基づく平成元年度計画1,900トン型乙型護衛艦1233号艦として、日立造船舞鶴工場で1991年2月14日に起工され、1992年1月22日に進水、同年10月16日に公試開始、1993年2月24日に就役し、舞鶴地方隊第31護衛隊に編入された。
1993年10月29日から11月3日に舞鶴に寄港したオーストラリア海軍駆逐艦「パース」、フリゲート「キャンベラ」のホストシップとして護衛艦「あぶくま」とともに交歓する。
2000年6月13日、練習艦となった「あきぐも」に代わり大湊地方隊第25護衛隊に編入、定係港が舞鶴から大湊に転籍。
2008年3月26日、自衛艦隊の大改編により第25護衛隊が第15護衛隊に改称され、護衛艦隊隷下に編成替え。
2011年3月11日に発生した東北地方太平洋沖地震による東日本大震災に対し、災害派遣される。
2012年5月11日～5月15日、函館港に寄港したフランス海軍情報収集艦「デュピュイ・ド・ローム」と交歓する。
2018年11月22日15時40分ごろ、沖縄県久米島の約130キロ沖で、甲板上で高性能20ミリ機関砲の弾数を確認していたところ、流入した波の影響で実弾21発が海中に落下した。
2022年12月に公表された防衛力整備計画で、2027年度までに除籍することが発表された。
2025年2月6日、熊野灘において、護衛艦「おおよど」とともに海上保安庁との共同訓練に参加した。海上保安庁からは第四管区海上保安本部、巡視船「すずか」が参加し、情報共有訓練、護衛艦と巡視船の運動要領等に関する訓練を実施した。
2025年7月、本艦含むあぶくま型全艦をフィリピンへ輸出することで日比両政府が一致した認識を持っていることが報じられた。

現在は護衛艦隊第15護衛隊に所属し、定係港は大湊である。

### 歴代艦長
| 代 | 氏名       | 在任期間                | 出身校・期            | 前職                                         | 後職                              | 備考                 |
| -- | ---------- | ----------------------- | --------------------- | -------------------------------------------- | --------------------------------- | -------------------- |
| 01 | 松田茂則   | 1993.2.24 - 1993.12.19  | 防大16期              | ちくま艤装員長                               | もちづき艦長                      |                      |
| 02 | 坪倉恭司   | 1993.12.20 - 1994.12.19 | 防大20期              | 練習艦隊司令部幕僚                           | 東京通信隊副長兼通信運用科長      |                      |
| 03 | 安齊 勉    | 1994.12.20 - 1996.3.21  | 防大21期              | ながつき副長                                 | 海上幕僚監部防衛部運用課          |                      |
| 04 | 井上則明   | 1996.3.22 - 1997.3.24   | 防大22期              | 護衛艦隊司令部幕僚                           | 海上幕僚監部防衛部防衛課          |                      |
| 05 | 佐々木俊也 | 1997.3.25 - 1998.3.22   | 防大23期              | 第4護衛隊群司令部幕僚                        | 横須賀地方総監部管理部 総務課長   |                      |
| 06 | 伊東雅之   | 1998.3.23 - 1999.8.19   | 防大24期              | 海上幕僚監部防衛部運用課                     |                                   | 1999.1.1 1等海佐昇任 |
| 07 | 松岡秀樹   | 1999.8.20 - 2000.8.27   | 防大24期              | 第2護衛隊群司令部幕僚                        |                                   |                      |
| 08 | 内嶋 修    | 2000.8.28 - 2001.7.31   | 防大26期              | 第2護衛隊群司令部幕僚                        | 海上幕僚監部人事教育部補任課      | 2001.1.1 1等海佐昇任 |
| 09 | 糟井裕之   | 2001.8.1 - 2002.8.5     | 防大29期              | 海上幕僚監部人事教育部補任課                 | 海上幕僚監部防衛部装備体系課      |                      |
| 10 | 山本喜清   | 2002.8.6 - 2003.8.4     | 防大30期              | しまかぜ砲雷長兼副長                         |                                   |                      |
| 11 | 高森安生   | 2003.8.5 - 2004.12.1    | 防大23期              | ときわ副長                                   | 大湊地方総監部管理部 援護業務課長 |                      |
| 12 | 大久保幸彦 | 2004.12.2 - 2006.3.23   | 防大26期              | しもきた運用長 兼 エアクッション艇運用整備長 | 舞鶴地方総監部管理部 総務課長     | 就任時、3等海佐      |
| 13 | 長谷部勇一 | 2006.3.24 - 2007.3.25   |                       | 海上自衛隊第1術科学校教官 兼 研究部員        | 舞鶴海上訓練指導隊砲雷科長        | 就任時、3等海佐      |
| 14 | 水谷宗和   | 2007.3.26 - 2008.4.3    |                       | さざなみ船務長                               |                                   |                      |
| 15 | 八木浩二   | 2008.4.4 - 2009.3.18    | 防大35期              | 自衛艦隊司令部幕僚                           | 海上幕僚監部防衛部装備体系課      |                      |
| 16 | 鳥越 要    | 2009.3.19 - 2010.4.25   | 防大36期              | しらね副長                                   | 自衛艦隊司令部幕僚                |                      |
| 17 | 山本雄一   | 2010.4.26 - 2011.3.24   | 防大29期              | とわだ副長                                   | 大湊海上訓練指導隊                |                      |
| 18 | 門田正文   | 2011.3.25 - 2012.3.22   | 東京大学工学部        | 海上幕僚監部防衛部防衛課                     | 海上幕僚監部人事教育部 人事計画課 |                      |
| 19 | 朽木重晴   | 2012.3.23 - 2013.4.1    | 防大36期              | ひゅうが船務長                               | 艦艇開発隊                        |                      |
| 20 | 今野 卓    | 2013.4.2 - 2014.3.23    | 東京商船大・ 44期幹候 | 海上幕僚監部人事教育部教育課                 | 海上自衛隊幹部学校付              | 2014.1.1 1等海佐昇任 |
| 21 | 斎藤夕祈雄 | 2014.3.24 - 2015.7.22   | 防大34期              | こんごう船務長兼副長                         | 横須賀海上訓練指導隊              |                      |
| 22 | 本松伸一   | 2015.7.23 - 2017.2.28   | 防大32期              | 海上訓練指導隊群司令部幕僚                   |                                   |                      |
| 23 | 大矢 実    | 2017.3.1 - 2018.3.11    | 防大44期              | ましゅう副長                                 | 統合幕僚監部運用部運用第1課       |                      |
| 24 | 久保洋一郎 | 2018.3.12 - 2019.4.18   |                       | 横須賀警備隊副長                             | わかさ艦長                        |                      |
| 25 | 村田慎一   | 2019.4.19 - 2020.4.9    | 防大37期              | 横須賀地方総監部防衛部                       | 海洋業務・対潜支援群司令部        |                      |
| 26 | 小川裕充   | 2020.4.10 - 2021.5.6    | 防大46期              | かが船務長                                   | 横須賀地方総監部管理部            |                      |
| 27 | 細木章慎   | 2021.5.7 - 2022.3.9     | 大阪市大              | 統合幕僚監部運用部運用第1課                  | 海上自衛隊幹部学校付              | 2022.1.1 1等海佐昇任 |
| 28 | 青木 崇    | 2022.3.10 - 2023.4.0    |                       | みょうこう船務長兼副長                       |                                   |                      |
| 29 | 竹澤慶展   | 2023.4.0- 2024.3.0      |                       |                                              |                                   |                      |
| 30 | 野村和正   | 2024.3.0-               |                       |                                              |                                   |                      |

## ギャラリー

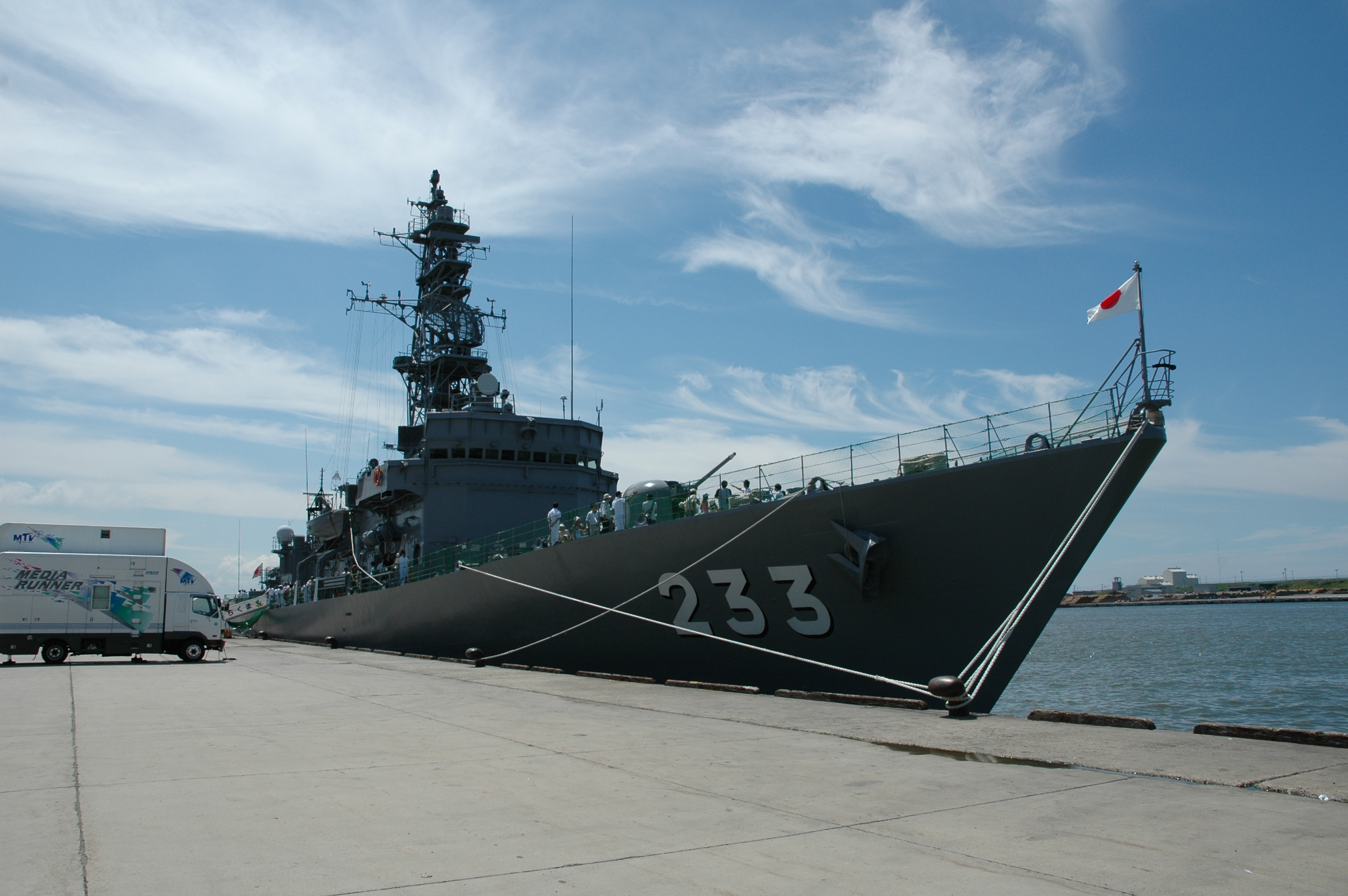
秋田港に停泊中の「ちくま」
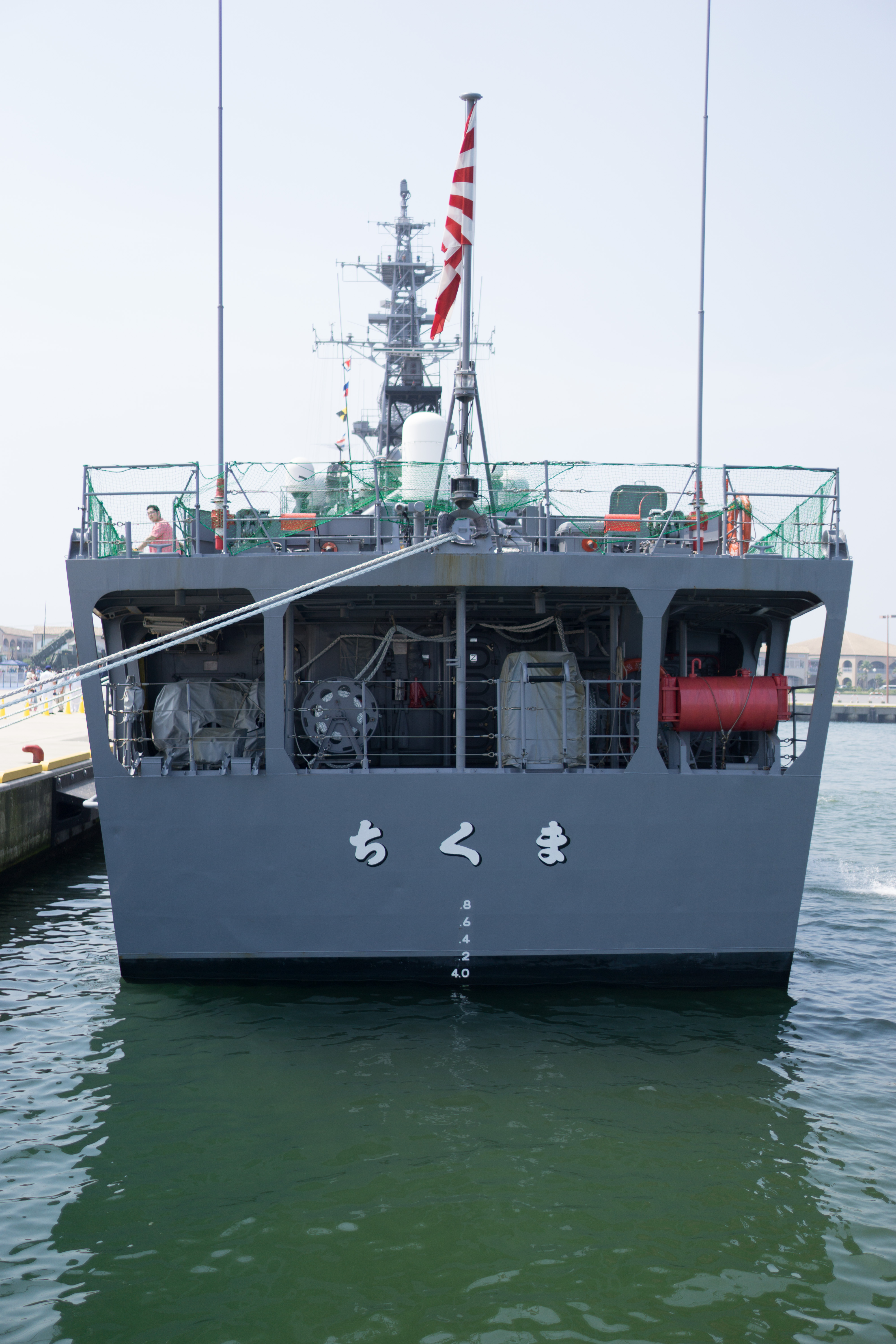
艦尾。大洗港に係留中
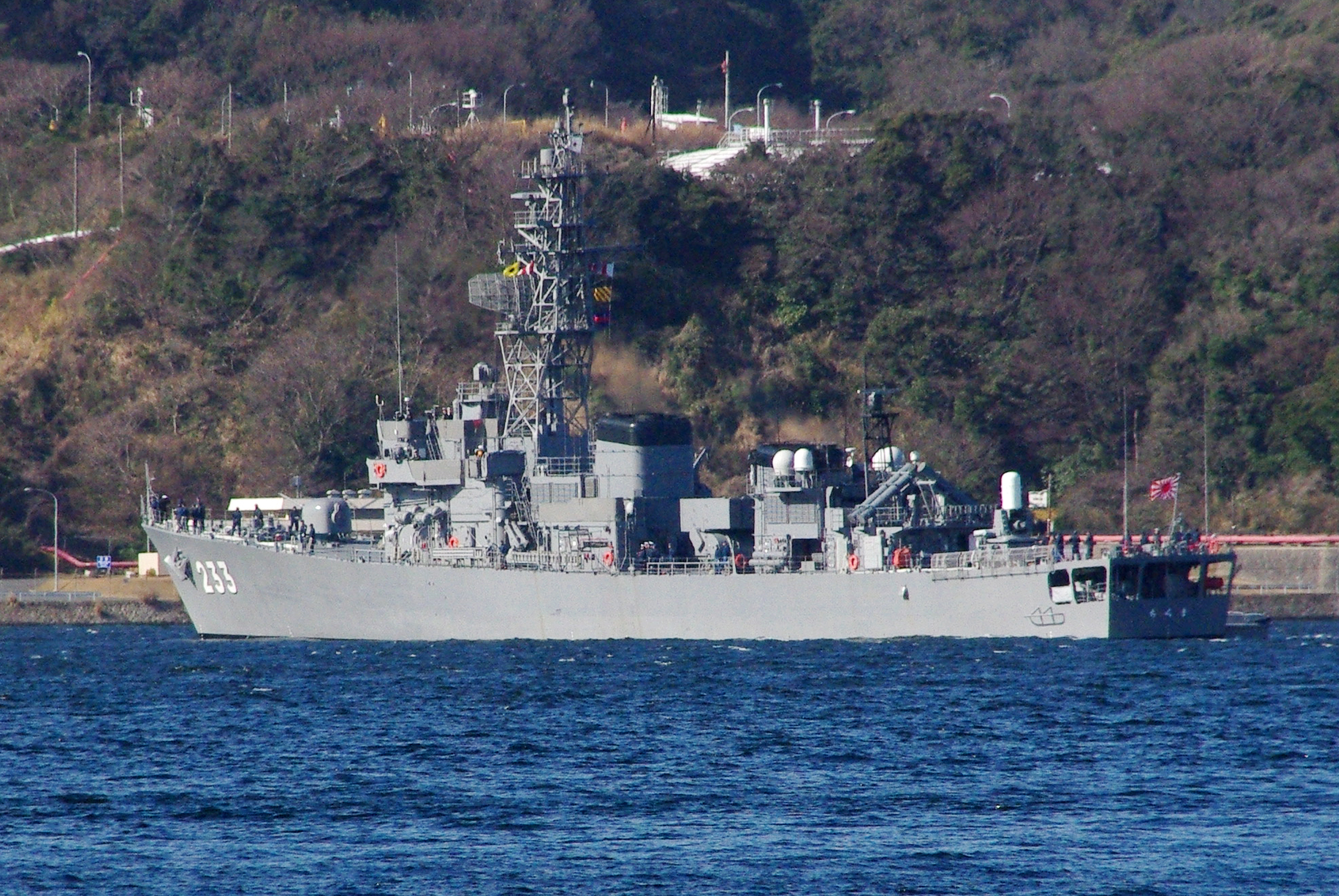
横須賀基地にて（2009年2月8日）
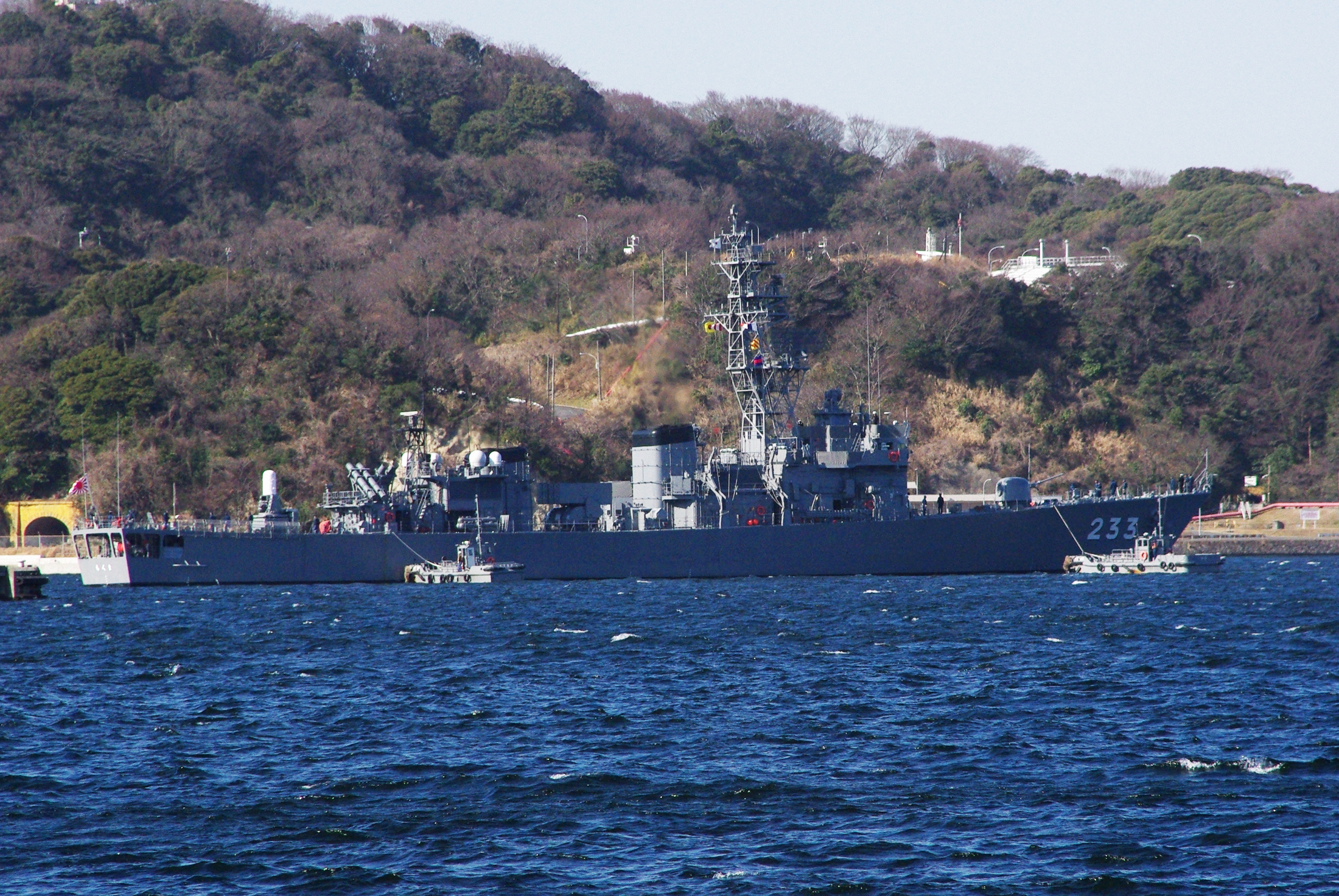
横須賀基地にて（2009年2月8日）